# Rocchetta Sant’Antonio
Rocchetta Sant’Antonio – miejscowość i gmina we Włoszech, w regionie Apulia, w prowincji Foggia.
Według danych na rok 2004 gminę zamieszkiwało 2038 osób, 28,3 os./km².